# Sabulodes pumilla
Sabulodes pumilla là một loài bướm đêm trong họ Geometridae.